# Wulfila
Wulfila alt. Ulfilas, (ca 311–383), visigotisk biskop sedan år 341. Biskop Wulfila är bland annat känd för att ha översatt Bibeln från grekiska till gotiska, varmed han även skapade det gotiska alfabetet, och står som den förste översättaren av Bibeln till ett germanskt språk. För detta ändamål sägs han ha standardiserat det gotiska alfabetet. Fragment av Wulfilas översättning har bevarats och bär namnet Codex Argenteus, eller Silverbibeln, vilken finns bevarad i Carolina Rediviva i Uppsala.
Wulfila är gotiska och betyder 'den lilla vargen'. Han har kallats "goternas apostel".
Wulfila, som bekände sig till arianismen – en gren av kristendomen där Jesus inte likställs med Gud Fadern – översatte Bibeln till gotiska runt 370 i Moesien, som ligger i nuvarande Bulgarien. I översättningen saknas konungaböckerna, eftersom Wulfila medvetet valde bort dessa - för att motverka överdriven stridslystnad bland folket. Han är känd som en fredlig ledare som försökte uppnå harmoni.